# Drepanophora birbira
Drepanophora birbira är en mossdjursart som beskrevs av Powell 1967. Drepanophora birbira ingår i släktet Drepanophora och familjen Lepraliellidae.
Artens utbredningsområde är Röda havet. Inga underarter finns listade i Catalogue of Life.